# Fabricación asistida por computadora

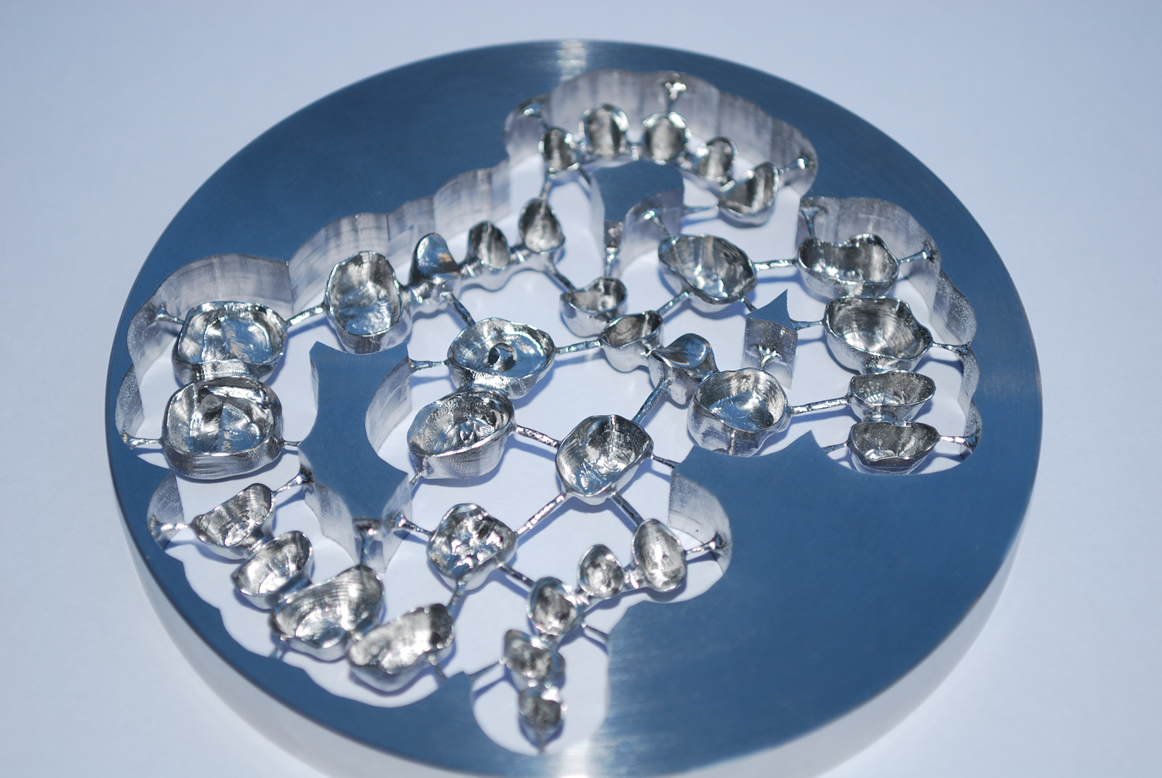
Disco de cromo-cobalto con coronas para implantes dentales mecanizados usando el software WorkNC Dental de fabricación asistida por computadora.

La fabricación asistida por computadora (en Hispanoamérica) o fabricación asistida por ordenador (en España), también conocida por las siglas en inglés CAM (computer-aided manufacturing), implica además el uso de distintos programas en los que se incluyen calendarización, administración y control de calidad.
Debido a sus ventajas, se suele combinar el diseño y la fabricación asistidos por computadora en los sistemas CAD/CAM. Esta combinación permite la transferencia de información desde la etapa de diseño a la etapa de fabricación de un producto, sin necesidad de volver a capturar manualmente los datos geométricos de la pieza. La base de datos que se desarrolla durante el CAD es procesada por el CAM, para obtener los datos y las instrucciones necesarias para operar y controlar la maquinaria de producción, el equipo de manejo de material y las pruebas e inspecciones automatizadas para establecer la calidad del producto.
Una función de CAD/CAM importante en operaciones de mecanizado es la posibilidad de describir la trayectoria de la herramienta para diversas operaciones, como por ejemplo torneado, fresado y taladrado con control numérico. Las instrucciones o programas se generan en computadora, y pueden modificar el programador para optimizar la trayectoria de las herramientas. El ingeniero o el técnico pueden entonces mostrar y comprobar visualmente si la trayectoria tiene posibles colisiones con prensas, soportes u otros objetos.
En cualquier momento es posible modificar la trayectoria de la herramienta para tener en cuenta otras formas de piezas que se vayan a mecanizar. También, los sistemas CAD/CAM son capaces de codificar y clasificar las piezas que tengan formas semejantes en grupos, mediante codificación alfanumérica.
Algunos ejemplos de CAM son: el fresado programado por control numérico, la realización de agujeros en circuitos automáticamente por un robot, y la soldadura automática de componentes SMD en una planta de montaje.
El surgimiento del CAD/CAM ha tenido un gran impacto en la manufactura al normalizar el desarrollo de los productos y reducir los esfuerzos en el diseño, pruebas y trabajo con prototipos. Esto ha hecho posible reducir los costos de forma importante, y mejorar la productividad. Por ejemplo, el avión bimotor de pasajeros Boeing 777 fue diseñado en su totalidad en computadora con 2000 estaciones de trabajo conectadas a ocho computadoras. Este avión se construye de forma directa con los programas CAD/CAM desarrollados (y el sistema ampliado CATIA), y no se construyeron prototipos ni simulaciones, como los que se requirieron en los modelos anteriores. El costo de este desarrollo fue del orden de seis mil millones de dólares. 

## Usos
Algunas de las aplicaciones características de la fabricación asistida por computadora son las siguientes:
- Control numérico computarizado y robots industriales
- Diseño de dados y moldes para fundición en los que, por ejemplo, se reprograman tolerancias de contracción (pieza II).* Diseño de herramientas y sopones, y electrodos para electroerosión.
- Calidad e inspección; por ejemplo, máquinas de medición por coordenadas programadas en una estación de trabajo CAD/CAM.
- Planeación y calendarización de proceso.
- Distribución de planta.

Ejemplos de este tipo de software son: CAMWorks, CATIA, Fikus Visualcam, GibbsCAM, SprutCAM, Unigraphics, WorkNC, Esprit y muchos más.